# Kungsträdgårdsgatan 10

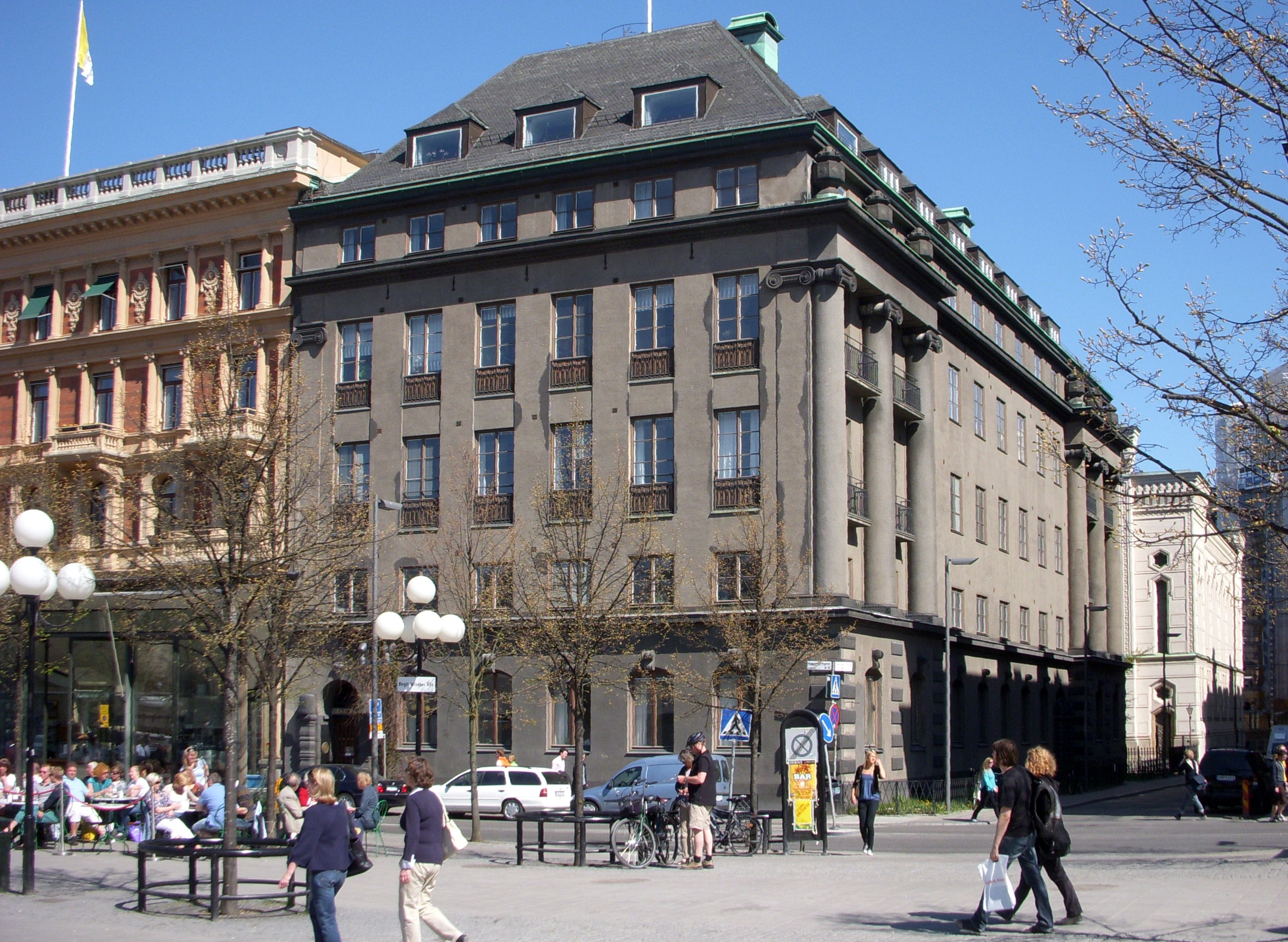
Kungsträdgårdsgatan 10.

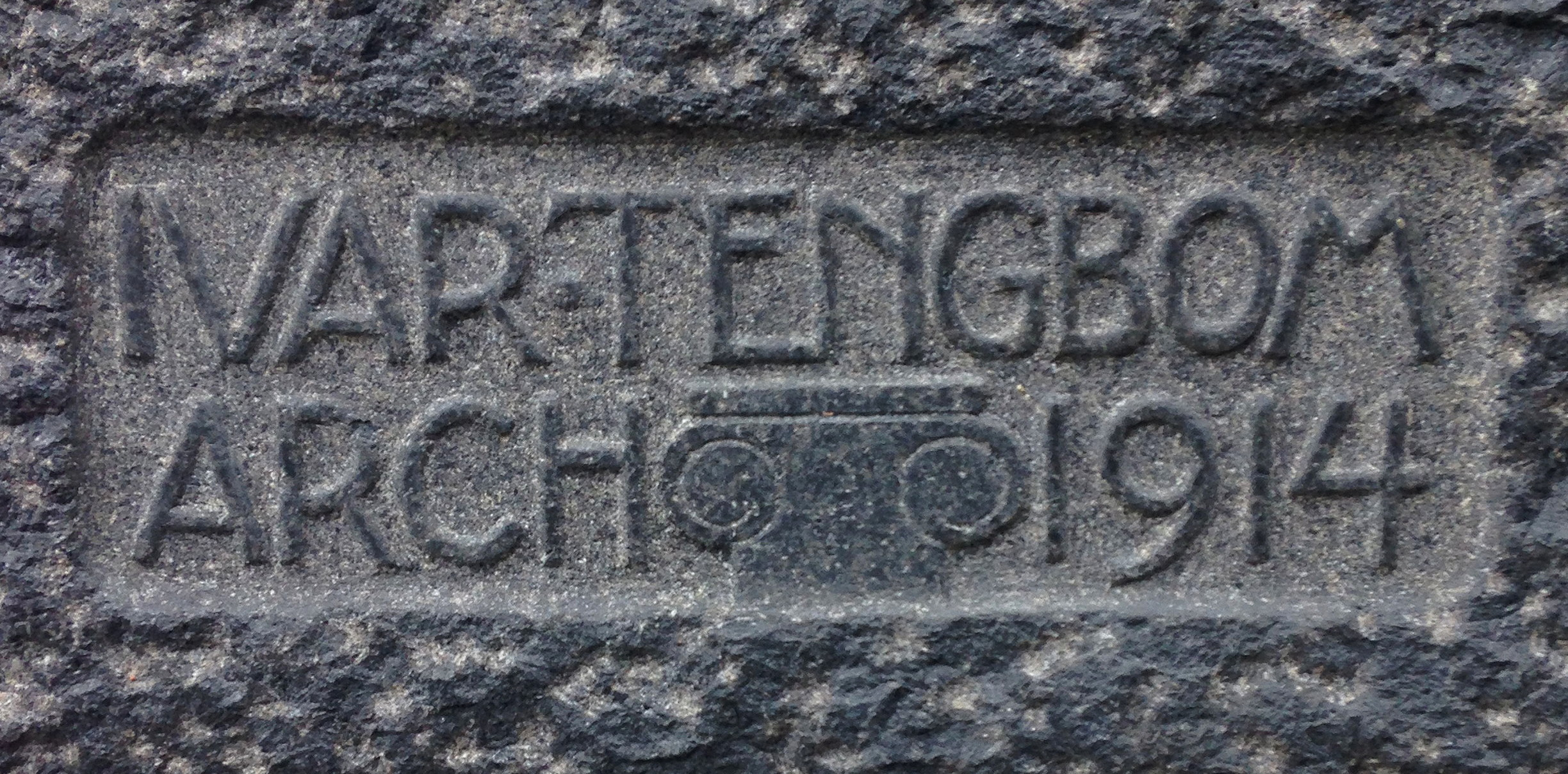
Ivar Tengboms "signatur" på huset.

Kungsträdgårdsgatan 10 i Stockholm är adressen för den byggnad som uppfördes 1913-14 av Stockholms Enskilda Bank men numera inhyser Jernkontoret.

## Historik
Fastigheten ingick, tillsammans med Kungsträdgårdsgatan 8 på andra sidan Wahrendorffsgatan, i arkitekt Ivar Tengboms projektering av Stockholms Enskilda Banks huvudkontor. Tengbom ritade en klassicistisk byggnad, med sex doriska kolossalkolonner mot Wahrendorffsgatan. De relativt anspråkslösa entréerna vetter mot Kungsträdgårdsgatan och Wahrendorffsgatan.
Ivar Tengboms arkitektkontor låg i huset mot Wahrendorffsgatan och mellan åren 1917 och 1932 bedrev hovjuveleraren W.A. Bolin sin verksamhet på adressen.
År 1964 flyttade Jernkontoret in i fastigheten då Stockholms enskilda bank i ett fastighetsbyte övertog Jernkontorets gamla hus på Kungsträdgårdsgatan 6.